# Station Mysłaków
Station Mysłaków is een spoorwegstation in de Poolse plaats Mysłaków.